# Andrea Alovisii

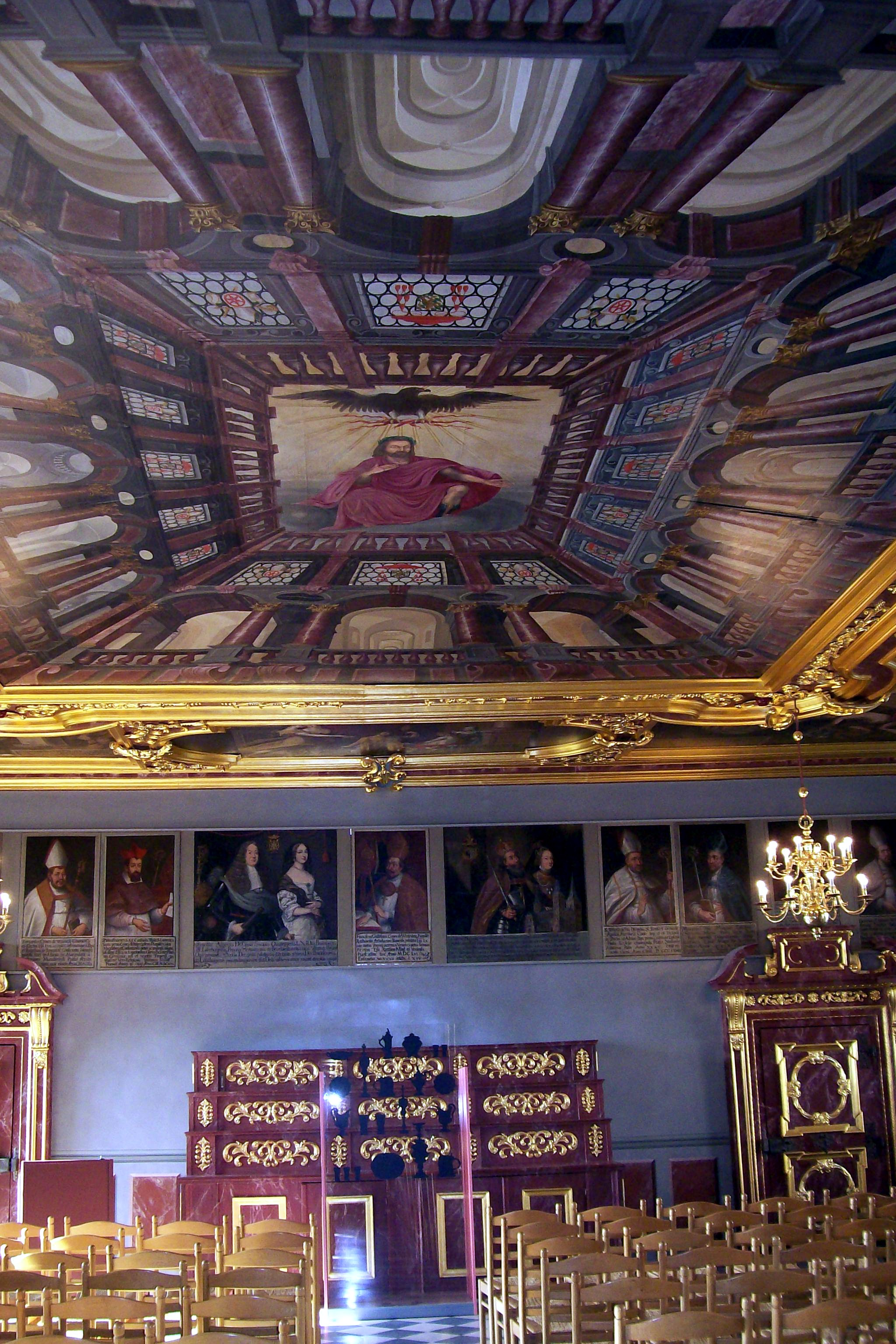
Rittersaal im Schloss Iburg

Andrea Alovisii (* um 1620 in Rom; † 1687 vermutlich in Amsterdam; auch Vitorio Andrea Alovisii, Andrea Alovisii-Galanini, Andrea Alosis Galanini und Andreas Aloisius) war ein italienischer Maler des Barock. 
Er war Hofmaler des Fürstbischofs von Osnabrück, Franz Wilhelm von Wartenberg (1593–1661). Andrea Alovisii schuf Porträts und Altarbilder. Kunstgeschichtlich herausragend ist seine Deckenmalerei in perspektivischer Scheinarchitektur im Rittersaal von Schloss Iburg in Bad Iburg (Niedersachsen). 
Seine Werkstatt hatte er in Münster. Andrea Alovisii pflegte wie die Maler seiner Zeit seine Arbeiten selten zu signieren. Die Kunstgeschichte schreibt ihm jedoch viele seiner Werke durch Stilvergleich zu oder belegt seine Urheberschaft durch Archivalien. 

## Leben
Andrea Alovisii wurde in Rom geboren. Der Maler Baldassare Alovisii-Galanini (1577–1638) könnte sein Vater sein, doch ist dieses nicht belegt. Franz Wilhelm von Wartenberg, der 1608 bis 1614 in Rom studiert hatte, lernte Andrea Alovisii während seiner Italienreise 1641 in Rom kennen und nahm ihn für 60 Reichstaler im Jahr als Kammerdiener und Hofmaler in Dienst. Andrea Alovisii schuf in den fast 20 Jahren seiner Tätigkeit als Hofmaler eine Reihe von Porträts des Fürstbischofs.
1650 heiratete Andrea Alovisii. Aus diesem Anlass zahlte ihm Franz Wilhelm von Wartenberg einen zusätzlichen Betrag. Als der Fürstbischof 1644 im Auftrag von Kurfürst Ferdinand von Köln nach Münster kam, um dort die Interessen der Katholischen Liga während der Verhandlungen zum Westfälischen Frieden zu vertreten, gehörte Andrea Alovisii im etwa 160 Personen umfassenden Hofstaat zu den 14 persönlichen Bediensteten. Er ließ sich in der Stadt nieder und begleitete Franz Wilhelm von Wartenberg nicht, als dieser 1650 Münster verließ und auf Reisen nach Paderborn, Köln, Nürnberg und Regensburg ging. 
1655 bat Andrea Alovisii, dessen Dienstverhältnis vermutlich unterbrochen war, den Fürstbischof in einem Brief um Hilfe und Wiederanstellung, nachdem sich seine ohnehin kranke Frau bei einem Sturz das Bein gebrochen hatte und in Lebensgefahr schwebte. Franz Wilhelm von Wartenberg beauftragte ihn mit den Arbeiten für die Porträtgalerie im Rittersaal von Schloss Iburg. 1656 bis 1658 schuf Andrea Alovisii die Deckengemälde des Rittersaals, die einzigartig in ihrer Scheinarchitektur nördlich der Alpen erhalten blieben, nachdem eine ältere Deckenmalerei dieser Art in der Münchner Residenz im Zweiten Weltkrieg zerstört worden war. 
Franz Wilhelm von Wartenberg verbrachte seine letzten Jahre abwechselnd in Regensburg und im 15 Kilometer von Bad Iburg entfernten Osnabrück. Er starb im Dezember 1661. Damit endete Andrea Alovisiis Tätigkeit als Hofmaler. Er kehrte nach Münster zurück, wo er in zweiter Ehe Gertrud Volkmans heiratete, die einen Sohn mit in die Ehe brachte, und lebte zunächst am Prinzipalmarkt in bester Lage der Stadt. 1676 nennt ihn die Aegidii-Leischaft als hochfürstlichen Maler; 1685 wird er in der Personenschatzung der Ludgeri-Leischaft als nur noch als geringer hausbesitzender Handwerksgesell bezeichnet. Aufträge erhielt er in diesen Jahren vom Rat der Stadt Münster, für den er 1679 Fürstbischof Ferdinand von Fürstenberg sowie 1683 Maximilian Heinrich von Bayern, der im selben Jahr zum Bischof von Münster gewählt worden war. Beide Gemälde sind nicht erhalten. Als Gönner des Malers trat auch Matthias von Korff-Schmising auf, der ihn, wie aus Archivalien gefolgert werden kann, Porträts von Familienangehörigen anfertigen ließ, außerdem 1670 zwei Marienbilder und eines des Apostels Paulus sowie weitere Auftragsarbeiten im Jahr 1683.
Vermutlich schuf Andrea Alovisii das Martyrium des heiligen Matthäus, das die St. Matthäuskirche in Melle 1681 als Stiftung von Theodor Heinrich von Nehem erhalten hatte. Dieser war Domherr in Osnabrück und Minden sowie Propst an St. Johann in Osnabrück. Die Signatur Andrea Alovisiis trägt das Letzte Abendmahl in der St. Pankratiuskirche in Vellern. Ihm wird auch das Emmausbild im Vellerner Pfarrhaus zugeschrieben. 
Am 11. Mai 1687 soll Andrea Alovisii sein Testament in Amsterdam verfasst haben. Ob er dort auch starb, ist fraglich.